# Anark
Beteckningen anark förekommer redan i äldre anarkistisk litteratur, som till exempel hos den anarkistiske författaren Gustav Landauer, men blev där aldrig mer än ett randfenomen. Termen har nått störst uppmärksamhet främst genom Ernst Jünger, som vid 82 års ålder publicerade idéromanen Eumeswil (Klett-Cotta 1977, på svenska Bo Cavefors bokförlag 1981), i vilken anarken framställs som en positiv figur, i kontrast till anarkisten: ”... anarkisk är var och en; det är just det normala hos en. Men det draget blir från första dagen inskränkt genom far och mor, genom stat och samhälle. Det är fråga om beskärningar, avtappningar av urkraft; sådant undgår ingen. Man måste finna sig i det. Men det anarkiska blir ändå kvar i grunden såsom hemlighet, vanligen omedvetet för bäraren själv. Det kan bryta fram ur honom som lava, det kan förinta honom, befria honom. ... Här måste göras vissa distinktioner: Kärleken är anarkisk, inte äktenskapet. Krigaren är anarkisk, inte soldaten. Dråpet är anarkiskt, inte mordet. Kristus är anarkisk, inte Paulus. Eftersom det anarkiska faktiskt är det normala, är det till finnandes också i Paulus, och bryter stundom mäktigt fram ur honom. Världshistorien hålls i rörelse av anarkin. Summa summarum: Den fria människan är anarkisk, inte anarkisten."
Anarken är en vidareutveckling av det nya frihetsanspråk som Jünger framkastade efter andra världskriget och politikens och nihilismens sammanbrott, i essän Skogsvandringen (1951, på svenska Bokförlaget Augusti 2014). Skogsvandraren låter sig inte fångas av propagandan, och bjuder motstånd mot varje auktoritärt och totalitärt ingripande i hans liv. Anarken å sin sida är ingen motståndsman, utan den auktoritära maktens pendang. 